# Adelante (álbum de Fórmula V)
Adelante, editado en 1970, es el segundo álbum de estudio del grupo español de música pop Fórmula V.

## Descripción
Al igual que el anterior LP se trata de una compilación de singles que se habían previamente publicado a lo largo de 1970. Se trata del álbum con menores ventas en la historia de la banda.

## Lista de canciones
- Tras de ti
- Mas yo no tengo nada
- Dos caminos
- Juegos
- El final de una ilusión
- Cenicienta
- Marianne
- Jenny Artichoke
- Ha pasado el tiempo
- Ahora estoy enamorado
- El camino que lleva el tiempo
- ¡Adelante!